# Clitunno
Il Clitunno è un fiume di modesta portata che scorre in Umbria, affluente del Topino. Nel 2011 l'UNESCO ha incluso il tempietto che sorge sulle sue rive tra i patrimoni dell'umanità.

## Percorso e caratteristiche
Il Clitunno è un caso piuttosto raro in Umbria e in Italia per essere un fiume di risorgiva: le sue sorgenti (le "Fonti"), situate alla fine di un pendio, sono alimentate da vari corsi sotterranei che scorrono internamente alle strutture calcaree del monte Serano (1429 m s.l.m.), la vetta più elevata in questo territorio.
Nasce presso la via Flaminia in località Campello sul Clitunno, tra Spoleto e Foligno (a ≈225 m s.l.m.), e scorre in direzione nord-nord-ovest per 59,3 km. Nel suo percorso costeggia, sulla destra idrografica, Pissignano, Pigge, Bovara, Trevi, Santa Maria in Valle e Casco dell'acqua; da qui piega a nord-ovest e, giunto a Bevagna, si unisce al fiume Teverone e tale unione da qui in poi prende nome di fiume Timia; questo poi si getta  presso Cannara nel fiume Topino, affluente del Chiascio e quindi subaffluente del Tevere. Sulla sua sinistra idrografica incontra le località di Torre d'Azzano, Marroggia e Cannaiola. 
Per tutto il suo percorso è fiancheggiato, entro ≈1 km di distanza, dal torrente Marroggia che, dopo la sua confluenza con altri corsi d'acqua minori, prende il nome di Teverone (menzionato sopra).
La prima parte del fiume, dalle Fonti, nel comune di Campello, dopo le quali il fiume forma il pittoresco laghetto, e che poi prosegue fino ad arrivare nei pressi della Chiesa Tonda in località Pigge, nel comune di Trevi, è una zona ecologica protetta, riconosciuta come Sito di importanza comunitario [SIC IT5210053].

## Storia

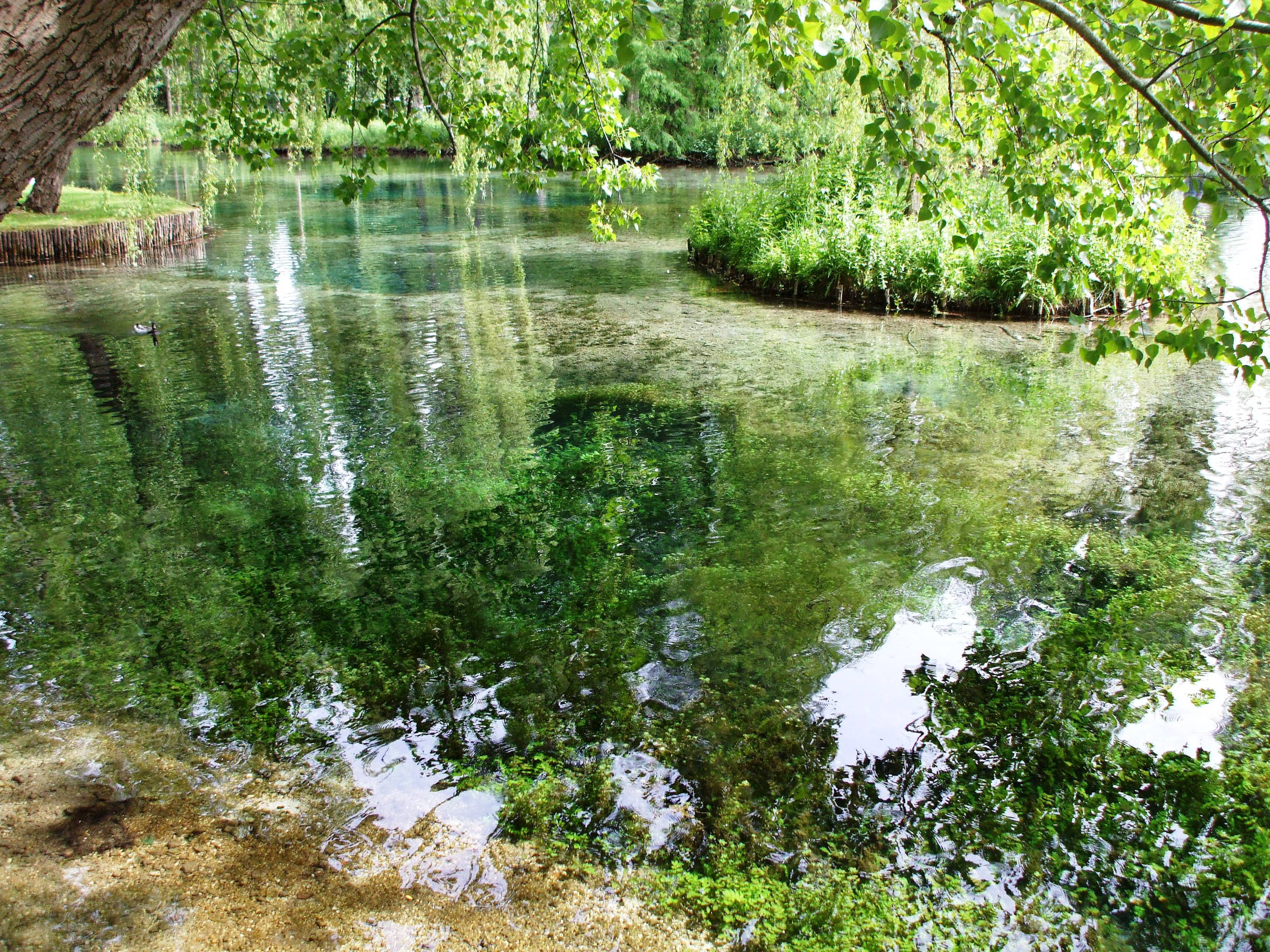
Particolare del laghetto.

Conosciuto già nell'antichità (Clitumnus), aveva come nume tutelare il dio Giove Clitunno, venerato nel tempietto adiacente. Lì, il mese di maggio, si tenevano in suo onore i sacra clitumnalia. Il tempietto andò distrutto in epoca imperiale, ma in epoca longobarda fu ricostruito, in parte con i materiali originali.
Virgilio, nel secondo libro delle Georgiche, si sofferma sulla particolare bianchezza dei tori e delle greggi, che "saepe tuo perfusi flumine sacro,/ Romanos ad templa deum duxere triumphos" («spesso bagnati nella tua sacra corrente / hanno guidato ai templi degli dei i trionfi dei Romani» - vv.146 /148). Virgilio fa riferimento ad un trionfo dei Romani: infatti durante la seconda guerra punica essi, alleatisi con gli Umbri, costrinsero Annibale alla fuga, in seguito a una battaglia nei pressi di Spoleto (217 aC).
La bianchezza dei tori e la limpidezza delle acque erano celebri al punto che le ricordarono nei loro scritti Properzio, Silio Italico, Stazio, Giovenale e Claudiano.
Pare che all'epoca il fiume fosse navigabile (verosimilmente da piccole imbarcazioni) e che avesse dunque una portata maggiore. In proposito ci è rimasta una famosa lettera di Plinio il Giovane. Un tempo sulle sue rive sorgevano fastose ville, mentre ora non ci sono che sporadiche e modeste case. Secondo alcuni studiosi la riduzione di portata fu dovuta alle conseguenze del terremoto di Costantinopoli del 446, (piuttosto improbabile data la distanza), secondo altri a quello dell'Aquila del 1703.
(Giosuè Carducci, Odi barbare, Alle Fonti del Clitumno,  vv. 105-108)
L'età moderna non è stata meno sensibile di quella antica nel fare riferimento al Clitunno: Thomas Macaulay lo rievoca nel suo Orazio (Canti di Roma antica), Byron nel quarto libro dell'Aroldo, e il poeta polacco Ladislao Kulczycki ha consacrato al fiume celebri versi dedicati alla nobildonna perugina Alinda Brunamonti, anch'essa foriera di richiami al "sacro fiume" nei propri componimenti.
In Italia il rimando più evidente va a Giosuè Carducci, che prese spunto da un breve soggiorno spoletino del giugno 1876 per scrivervi una poesia composta tra il 2 giugno e il 21 ottobre dello stesso anno, pubblicata l'anno seguente e intessuta di rimandi testuali alla classicità.
Presso le sorgenti è stato istituito un parco nel 1852 e creato un laghetto artificiale. Entrambi visitabili, come il tempietto adiacente.

## Galleria d'immagini

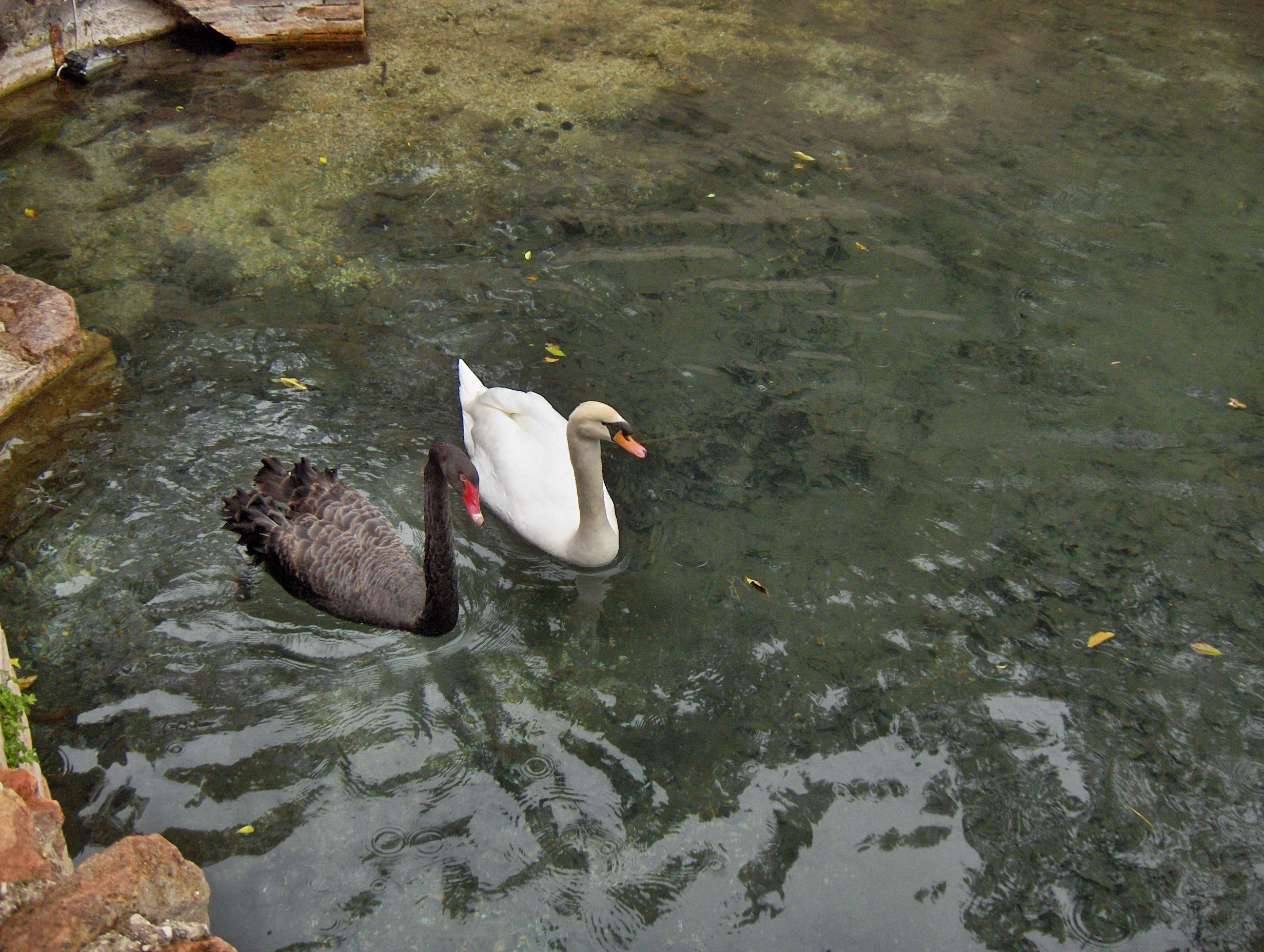
Fonti del Clitunno - Cigni
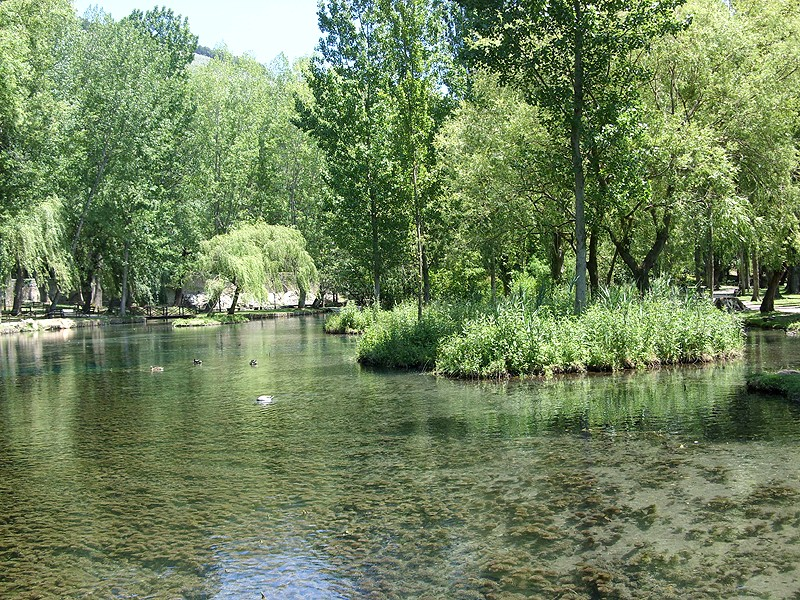
Fonti del Clitunno
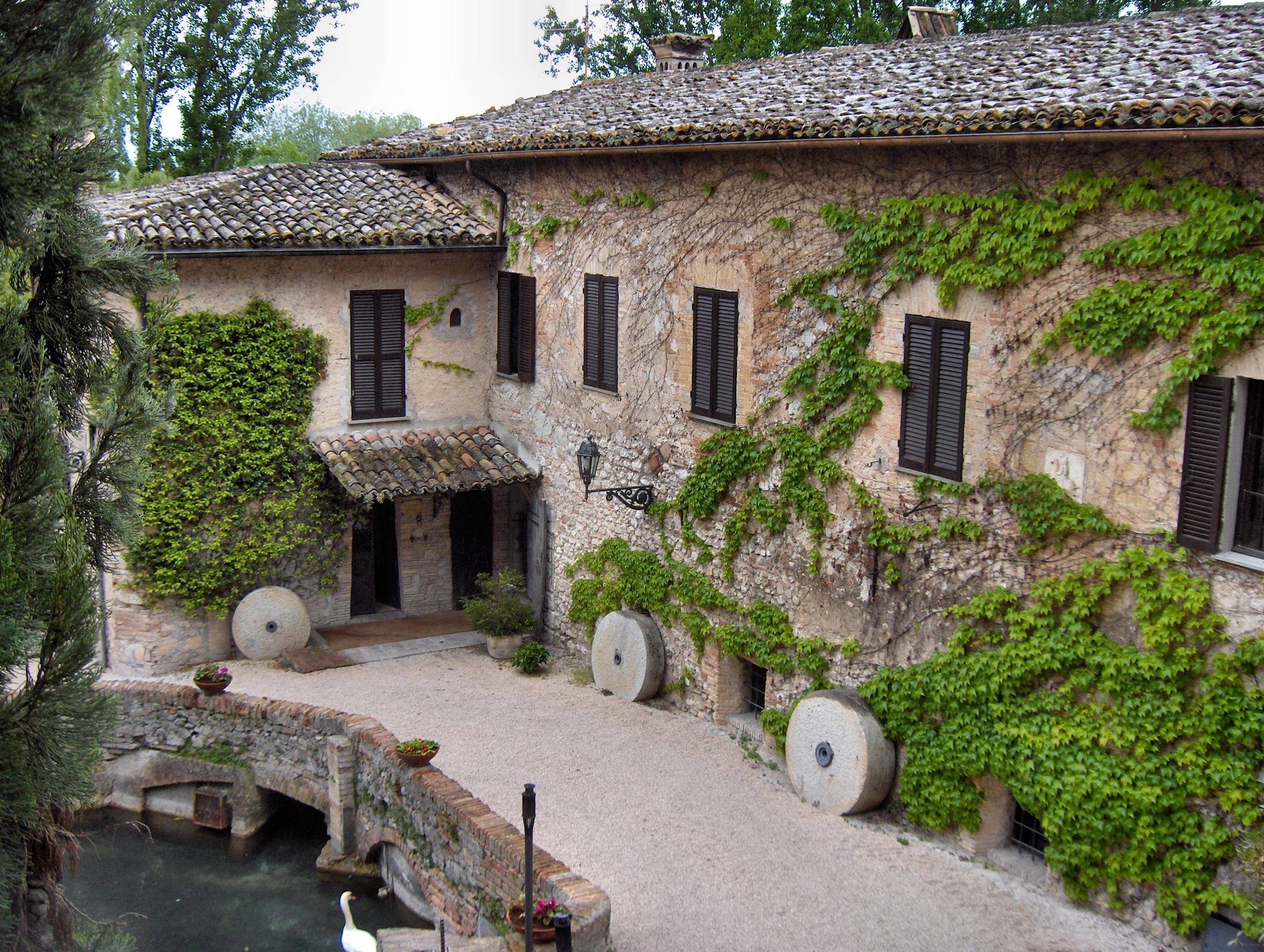
Fonti del Clitunno - Ingresso
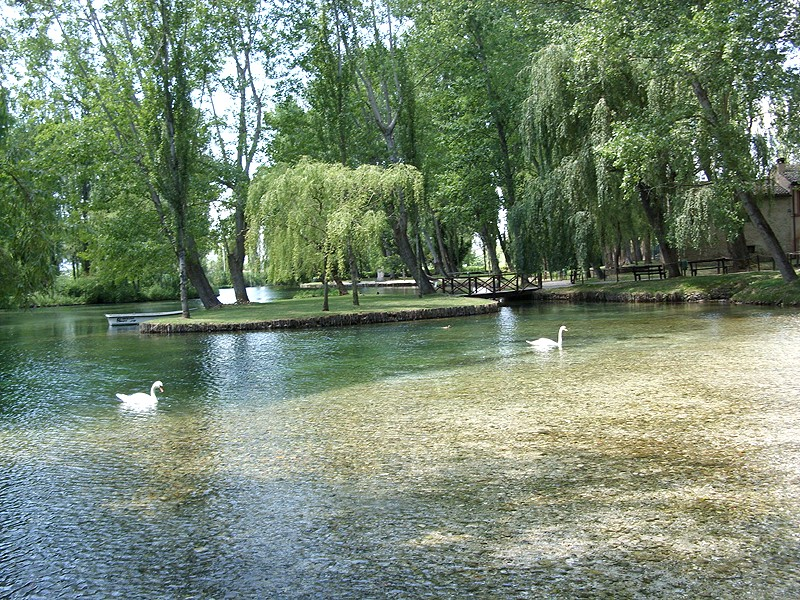
Fonti del Clitunno
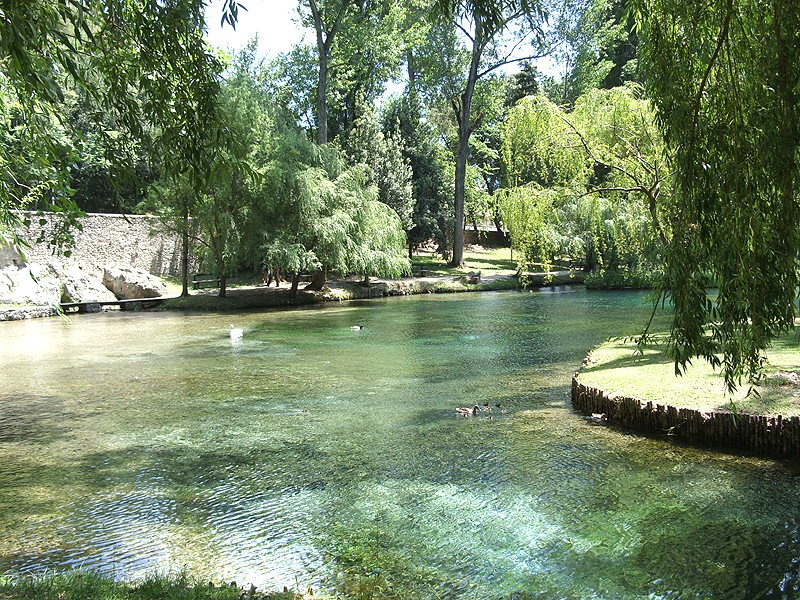
Fonti del Clitunno
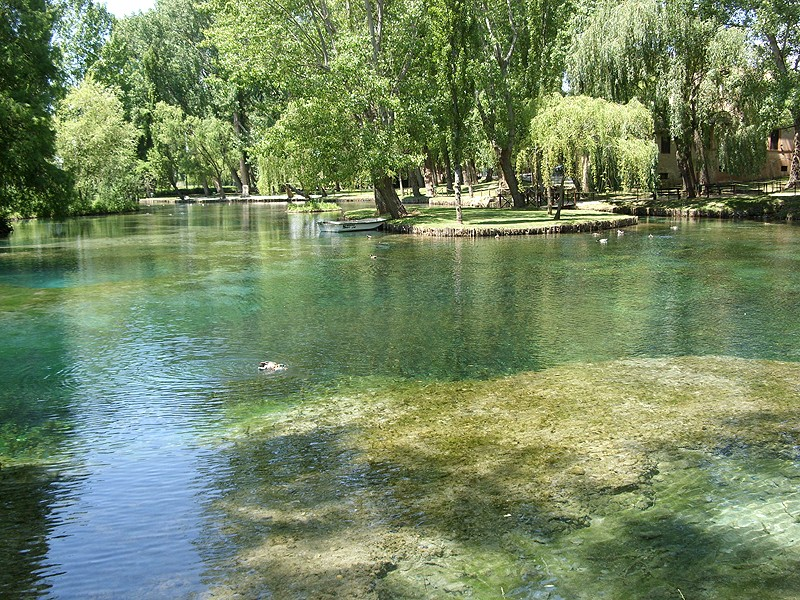
Fonti del Clitunno
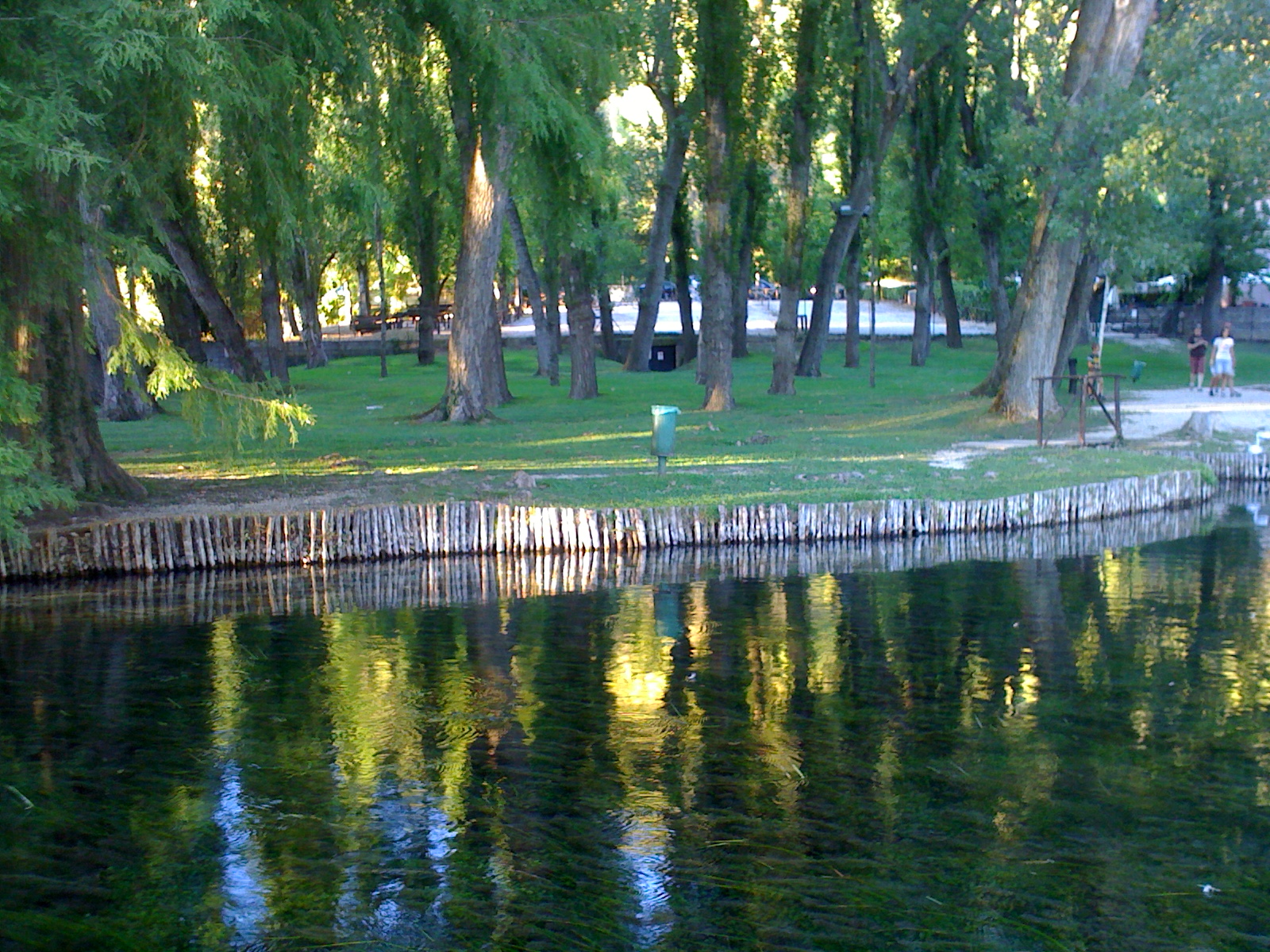
Fonti del Clitunno